# Бердь
Бердь (рос. Бердь) — річка у Росії, права притока Обі. На річці Бердь розташовані селище міського типу Маслянино, міста Искитим і Бердськ.

## Загальні відомості
Витік річки знаходиться на західних схилах Салаїрського кряжу на крайньому північному сході Алтайського краю на межі з Кемеровською областю на висоті 330 м над рівнем моря. Алтайським краєм річка тече лише близько 30 км, після чого переходить на територію Новосибірської області. Далі вона тече по звивистому руслу на захід і північний захід. У верхній течії Бердь — типова гірська річка. Її характер остаточно змінюється на рівнинний після Маслянино; її плин уповільнюється, а долина подекуди розширюється до 3 км.
За теперішнього часу Бердь впадає у Новосибірське водосховище на Обі (висота над рівнем моря 113 м), яке в 1952 році затопило її долину протягом близько 40 км від її початкового гирла, утворивши Бердську затоку. Безпосередньо перед впадінням до Обі русло Берді має 75 м завширшки і глибину 1,7 м; швидкість плину 0,5 м/c.
Довжина річки 363 км (до будівництва водосховища — 416 км), площа басейну 8 740 км². Середньорічний стік, виміряний в Іскітимі — 45,8 м³/c; мінімум стоку спостерігається у лютому (10,9 м³/c), максимум — у травні (183 м³/c). Бердь замерзає на початку листопада і скресає в середині квітня.
На річці розташовані смт Маслянино, міста Іскітим і Бердськ (усі в Новосибірській області). Біля Бердська річку перетинає залізниця Новосибірськ — Барнаул, а також федеральна автотраса М52 Новосибірськ — монгольський кордон (Чуйський тракт).

## Водокористування і екологія
Води Берді активно використовуються для зрошення, питного та промислового водопостачання і рекреації двох густонаселених районів Новосибірської області — Маслянинського та Іскітимського; як наслідок, вони зазнають значного забруднення. Зокрема, концентрація фенолів у водах Бердської затоки в 1994 році перевищувала гранично допустиму норму в 16 разів, нафтопродуктів — у п'ять разів. Основними джерелами забруднення є продукти ерозії берегів внаслідок гідробудівництва, надмірного випасу худоби та пошкодження прибережної рослинності, а також сільськогосподарське і промислово-побутове забруднення.
Бердь обмежено використовується для лісосплаву.

## Маслянинська ГЕС
За 12 км на схід від смт Маслянино біля села Перебор в минулому існувала невелика гідроелектростанція. Рішення про її будівництво було прийняте 7 липня 1934 року, але фактично почалося лише в 1947 році і тривало чотири роки. ГЕС була запущена в експлуатацію в 1951 році і стала першою гідроелектростанцією у Сибіру; її потужність становила 600 кВт. Гребля електростанції створила на Берді водосховище об'ємом 8 млн. м³. ГЕС забезпечувала електрикою господарство Маслянинського району до його підключення до єдиної енергосистеми, після чого була виведена з експлуатації і демонтована. Гребля електростанції існує до сих пір; вода переливається просто через неї, створюючи водоспад висотою близько 5 м. По верху греблі проходить міст через Бердь.